# 动态心电图

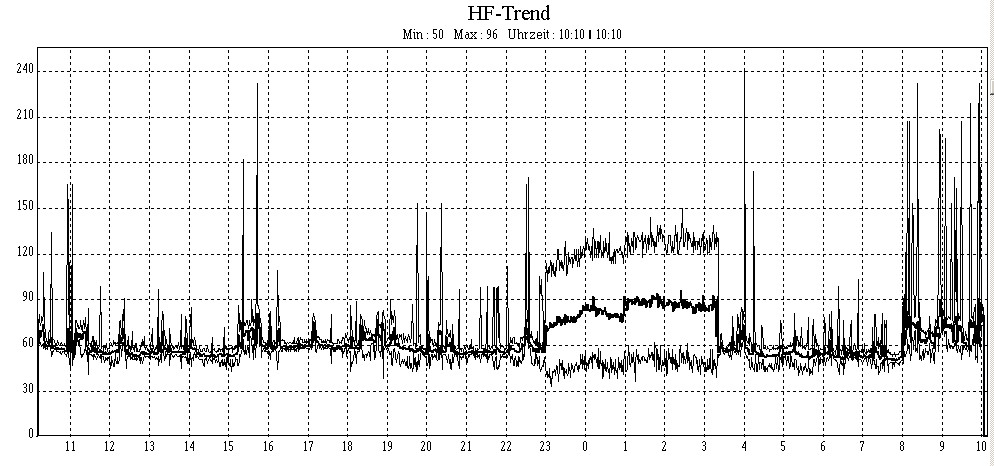
動態心電圖紀錄到的心房顫動

动态心电图（英語：Holter monitor，即“霍特監測器”）是一種動態心电图設備，是可攜式的心臟監測設備，可以記錄24小時內的心臟電傳導系統資訊（一般一次至少會記錄二星期）。
动态心电图最常見的用途是監控心臟活動（心电图）。其延長的記錄時間可以觀測偶發性的心律不整，這是短時間的監控難以識別的。若患者有較多短暫症狀，可以使用可穿載一個月以上的心臟事件監測器。
动态心电图是蒙大拿州海伦娜的霍特研究實驗室中的實驗物理學家諾曼·霍特和和比爾·格拉斯科克（Bill Glasscock）所研發，他們在1949年開始研究無線電遙測。因為心臟學家Paul Dudley White的建議，他們將其研究轉向可穿載式的心臟監測設備。动态心电图在1962年開始商業生產。
在使用动态心电图來研究心臟時，其作法類似一般標準的心電圖量測。动态心电图是透過許多接到胸部的电极來記錄心臟的電訊號。电极會放在骨頭的位置，以減少因為肌肉運動造成的假影。电极的數量和位置依动态心电图的型號而不同，大部份的动态心电图會使用三個至八個不等的电极。電極再連接到患者皮帶上或是頸上的一個小裝置，在監控時間記錄心臟電傳導系統的資訊。